# Neuler
Neuler ist eine Gemeinde im Ostalbkreis in Baden-Württemberg.

## Geographie

### Geographische Lage
Neuler liegt auf einem Höhenrücken zwischen Kocher und Jagst, etwa sieben Kilometer südwestlich von Ellwangen. Es hat Anteil an den Naturräumen Östliches Albvorland und Schwäbisch-Fränkische Waldberge, die beide zum Schwäbischen Keuper-Lias-Land zählen.

### Nachbargemeinden
Die Gemeinde grenzt im Norden an Rosenberg, im Nordosten an die Stadt Ellwangen, im Osten an Rainau, im Süden an Hüttlingen, im Südwesten an Abtsgmünd und im Westen an Adelmannsfelden.

### Gemeindegliederung
Zur Gemeinde Neuler gehören das Dorf Neuler, die Weiler Bronnen, Ebnat, Gaishardt, Leinenfirst, Ramsenstrut und Schwenningen, das Gehöft Haldenhof und die Einzelsiedlungen Adlersteige, Binderhof, Burghardsmühle, Burgstall, Himmelreich, Kohlwasen, Pfaffenhölzle und Schönberger Hof.

### Wüstungen
Auf dem Gemeindegebiet lagen die abgegangenen Ortschaften Bösingen, Burgstall, Eigen, Gern, Oberbrandhof, Schlierhof, Schliermühle, Schöffelhöfe, Schönenberg sowie der Burgstall Ebnat und die ehemalige Burg Neuler.

### Flächenaufteilung
Nach Daten des Statistischen Landesamtes, Stand 2014.

## Geschichte

### Ortsgeschichte
Neuler wurde im Jahre 1113 erstmals urkundlich erwähnt. 1746 wurde die barocke Pfarrkirche auf den Grundmauern einer gotischen Kirche erbaut. Der Ort gehörte zunächst zur Fürstpropstei Ellwangen. Mit der Säkularisation aufgrund des Reichsdeputationshauptschlusses fiel die Fürstpropstei und damit auch Neuler 1803 an das Kurfürstentum Württemberg, aus dem 1806 das Königreich Württemberg hervorging.  Neuler wurde gemäß der neuen Verwaltungsgliederung dem Oberamt Ellwangen zugeordnet. Im Rahmen der Kreisreform während der NS-Zeit in Württemberg kam Neuler 1938 zum Landkreis Aalen. Nach dem Zweiten Weltkrieg gehörte Neuler 1945 bis 1952 zum Nachkriegsland Württemberg-Baden, das 1945 in der Amerikanischen Besatzungszone gegründet worden war. 1952 gelangte die Gemeinde zum neuen Bundesland Baden-Württemberg. In den Nachkriegsjahren entwickelte sich der vormals landwirtschaftlich geprägte Ort zu einer Arbeiterwohngemeinde. Durch die Kreisreform von 1973 kam Neuler zum neugeschaffenen Ostalbkreis.

### Eingemeindungen
Am 1. Januar 1977 wurde das Gebiet des Weilers Schwenningen mit damals knapp 200 Einwohnern, das zur Nachbargemeinde Rainau gehört hatte, eingegliedert.

### Einwohnerentwicklung
Die Einwohnerzahlen 1852 bis 1970 sind Volkszählungsergebnisse
und ab 1980 amtliche Fortschreibungen des Statistischen Landesamtes (nur Hauptwohnsitze).
| Jahr | Einwohnerzahlen |
| ---- | --------------- |
| 1852 | 1499            |
| 1871 | 1494            |
| 1880 | 1510            |
| 1890 | 1479            |
| 1900 | 1406            |
| 1910 | 1479            |
| 1925 | 1559            |
| 1933 | 1514            |
| 1939 | 1413            |

| Jahr | Einwohnerzahlen |
| ---- | --------------- |
| 1950 | 1967            |
| 1956 | 1780            |
| 1961 | 1790            |
| 1970 | 2020            |
| 1980 | 2449            |
| 1990 | 2696            |
| 2000 | 3038            |
| 2010 | 3164            |
| 2015 | 3166            |

## Religionen

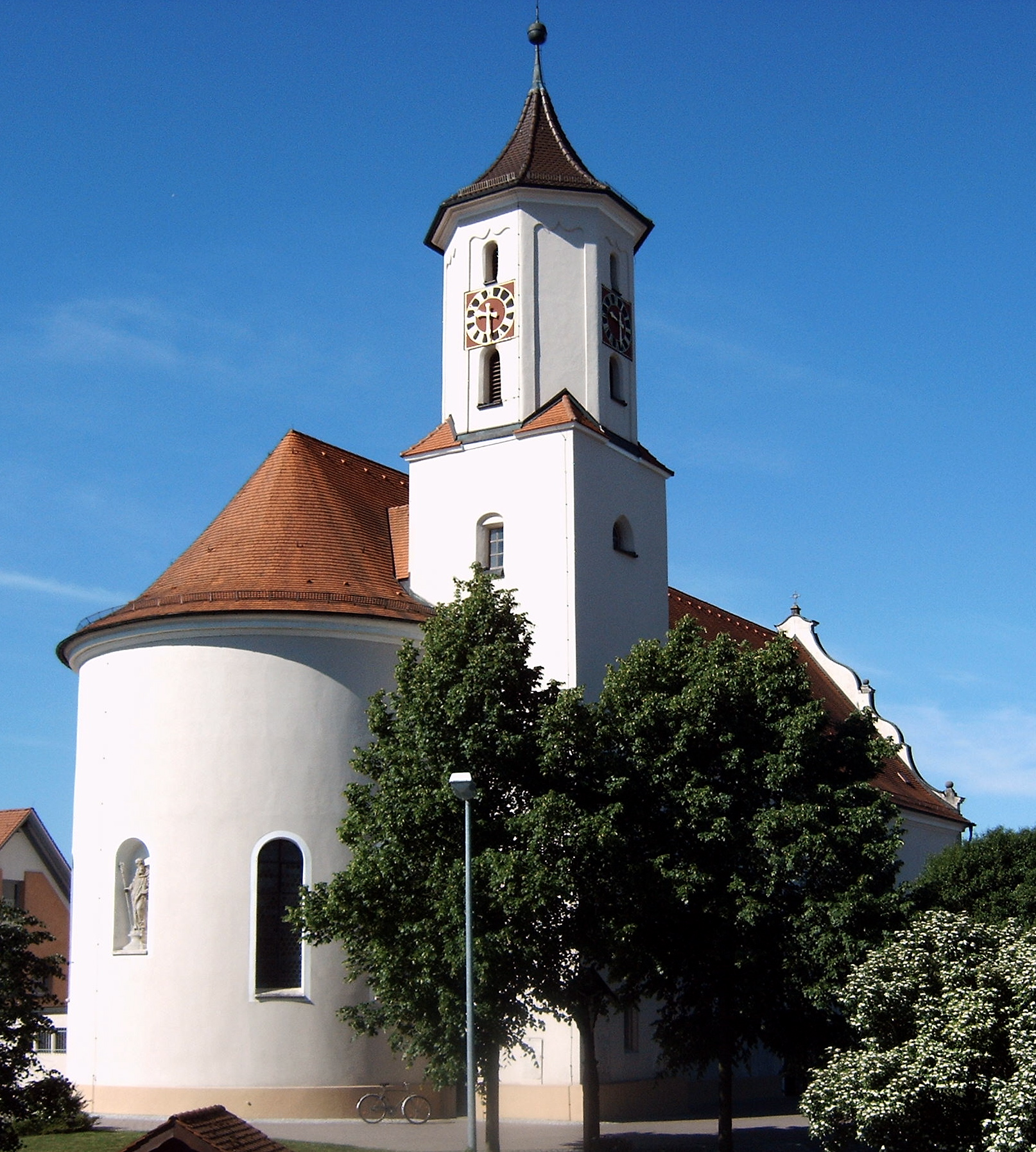
Katholische Pfarrkirche St. Benedikt

Auch nach Einführung der Reformation in anderen Teilen Deutschlands blieb Neuler weiter katholisch. Auch heute noch ist die Mehrzahl der Bewohner zur römisch-katholischen Kirche St. Benedikt eingepfarrt. Die wenigen evangelischen Gläubigen gehören zur Kirchengemeinde Ellwangen.

## Politik
Die Gemeinde ist Mitglied der Vereinbarten Verwaltungsgemeinschaft der Stadt Ellwangen (Jagst).

### Bürgermeister
Im Dezember 1985 wurde Manfred Fischer erstmals zum Bürgermeister gewählt und 1993, 2001 und 2009 wiedergewählt.
Im November 2017 wurde Sabine Heidrich zur Bürgermeisterin gewählt.

### Wappen
Blasonierung: „In Rot ein linksgewandter silberner Pflug mit Doppelrad und Sech.“

## Kultur und Sehenswürdigkeiten

### Sport
Der bekannteste Sportverein in Neuler ist der Turnverein Neuler.

### Regelmäßige Veranstaltungen
Neuler ist für seinen Faschingsumzug bekannt. Jedes Jahr säumen am Faschingssonntag zahlreiche Menschen, nach Angaben des Vereins Neulermer Narren 1906 bis zu 25.000, die Straßen, um sich den Faschingsumzug mit den vielen Themenwagen und Fußgruppen anzusehen.

## Wirtschaft und Infrastruktur

### Bildung
In Neuler gibt es mit der Brühlschule eine Grundschule. Weiterführende Schulen befinden sich in Ellwangen. Zudem gibt es drei römisch-katholische Kindergärten im Ort.

## Persönlichkeiten

### Söhne und Töchter der Gemeinde
- Johann Leonhard Bayrhammer (1828–1881), Reichstags- und Landtagsabgeordneter, Schultheiß von Ellwangen
- Stephan Jakob Neher (1829–1902), katholischer Theologe und Kirchenhistoriker
- Bernereda Kuhn (1900–1944), Steyler Missionsschwester und Märtyrin
- Helmut Dietterle (* 1951), Fußballspieler (VfB Stuttgart)